# Matthias Grimm
Matthias Grimm (* 21. Dezember 1943 in Wernigerode; † 15. März 2020) war ein deutscher Schauspieler, Hörspiel- und Synchronsprecher, Synchronautor, Dialogregisseur und Schriftsteller.

## Leben
Der Sohn des Fotografen Arthur Grimm und der Schauspielerin Helga Grimm erhielt seine künstlerische Ausbildung bei Else Bongers. Er wurde einem breiten Publikum durch seine Rolle als „Padua“ in der ZDF-Serie Der Kurier der Kaiserin bekannt. 26 Folgen lang spielte er den Offiziersburschen „Padua“, Begleiter des von Klausjürgen Wussow verkörperten „Leutnant Rotteck“. Bereits zwei Jahre zuvor hatte Grimm als „Niko Farell“ in Zirkus meines Lebens neben Benno Sterzenbach und Luise Ullrich eine Serienhauptrolle innegehabt. Dennoch beschränkten sich seine weiteren Auftritte in Film- und Fernsehproduktionen weitgehend auf Nebenrollen wie beispielsweise in den Komödien Klassenkeile und Das haut den stärksten Zwilling um sowie Episodenrollen in Fernsehserien wie Der Fuchs von Övelgönne, St. Pauli-Landungsbrücken, Derrick, Algebra um Acht, Hamburg Transit und Polizeifunk ruft.
Stattdessen war Grimm mehrere Jahrzehnte umfangreich als Sprecher, Autor und Regisseur für Hörspiel und Filmsynchronisation tätig. So lieh er beispielsweise für die Masters-of-the-Universe-Adaptionen des Hörspiellabels Europa dem Zauberer „Orko“ seine Stimme. Auch bei anderen bekannten Serien dieses Labels wie Dämonenkiller, TKKG und Fünf Freunde wirkte er als Sprecher mit. Daneben synchronisierte er auch den zwielichtigen „Mr. Raines“ in der deutschen Bearbeitung der Fernsehserie Pretender, für die er zwischen 1997 und 2002 bei Studio Hamburg Synchron bzw. Cinephon als Dialogautor und -regisseur tätig war. In dieser Funktion betreute er auch die an Enid Blyton orientierte Abenteuer-Serie sowie die dänische Filmkomödie Blinkende Lichter, wofür er 2002 mit dem Deutschen Preis für Synchron ausgezeichnet wurde.
Im Jahr 2014 wurden seine Romane Lasset die Kindlein zu mir kommen … und Die Hölle von Tendrara – Die Rattenlinen veröffentlicht.
Matthias Grimm war mit der Schauspielerin und Synchronsprecherin Renate Pichler verheiratet. Er starb im März 2020 im Alter von 76 Jahren.

## Filmografie (Auswahl)
- 1958: Lilli – ein Mädchen aus der Großstadt
- 1965: Stadt auf Stelzen
- 1967: Polizeifunk ruft – Mord im Lehrlingsheim
- 1967: Kaviar und Linsen
- 1968: Straßenbekanntschaften auf St. Pauli
- 1968: Zirkus meines Lebens
- 1969: Klassenkeile
- 1969: Van de Velde: Das Leben zu zweit – Die Sexualität in der Ehe
- 1970–1971: Der Kurier der Kaiserin
- 1971: Das haut den stärksten Zwilling um
- 1971: Hamburg Transit – Blondinen im Schussfeld
- 1974: Ist Onkel Jack ein Konformist?
- 1976: Derrick – Der Mann aus Portofino
- 1979: St. Pauli-Landungsbrücken (Fernsehserie, eine Folge)
- 1981: Der Fuchs von Övelgönne – Erste Fahrt der UX-3

## Veröffentlichungen
- Die Hölle von Tendrara – Die Rattenlinen. 1. Auflage. Monsenstein und Vannerdat, Münster 2014, ISBN 978-3-95645-141-6.
- Lasset die Kindlein zu mir kommen … 1. Auflage. Monsenstein und Vannerdat, Münster 2014, ISBN 978-3-95645-182-9.

## Auszeichnungen
- 2002 Deutscher Preis für Synchron für herausragende Synchronregie der dänischen Filmproduktion Blinkende Lichter